# Kwantiteitstheorie
In de monetaire economie is de kwantiteitstheorie van het geld de theorie dat de geldhoeveelheid een bepalende invloed heeft op het prijspeil. Ze voorspelt dat geldschepping zonder verhoging van het handelsvolume (de totale hoeveelheid verhandelbare goederen) leidt tot inflatie. Vroege versies van deze theorie werden geformuleerd door Martín de Azpilcueta, John Locke en David Hume.
De theorie kan uitgedrukt worden aan de hand van de Fishervergelijking
{\displaystyle M\cdot V=P\cdot T}
met M = de totale hoeveelheid geld in omloop, V = de omloopsnelheid van het geld, P = het algemene prijspeil en T = het handelsvolume. De kwantiteitstheorie luidt, in het kort, dat M bepalend is voor P: vergroting van de geldvoorraad leidt tot verhoging van het prijspeil. Onderliggende aannames zijn dat V een afspiegeling is van institutionele factoren (gewoontes, beschikbaarheid van banken, e.d.), terwijl T bepaald wordt door reële factoren die losstaan van M en V.
De klassieke formulering van de kwantiteitstheorie is te vinden bij David Ricardo. Een generatie na diens tijd kwam de theorie onder druk te staan, toen Thomas Tooke ontdekte dat de toevloed van goud(geld) ten gevolge van de Californische goudvondsten een veel kleinere inflatie veroorzaakte dan op basis van Ricardo's werk kon worden verondersteld, terwijl de totale vraag en de wereldwijde productie werden aangejaagd.
De theorie werd vanaf de jaren dertig van de twintigste eeuw langs dezelfde lijnen uitgedaagd door de keynesianen. John Maynard Keynes zelf was er in grote mate voor verantwoordelijk dat de Verenigde Staten in 1933 afzagen van het Chicago Plan voorgesteld door Fisher en Simons. In een open brief aan president Roosevelt schreef Keynes dat het rigide fixeren van de geldhoeveelheid vroeg of laat tot problemen zou leiden. Hij vergeleek het plan met dik proberen te worden door een grotere riem te kopen. In zijn oordeel was het hoogst misleidend om de nadruk te leggen op de geldhoeveelheid, die slechts een beperkende factor is, eerder dan op het uitgavenvolume, dat de operationele factor is. 
Vanaf de vroege jaren zeventig werd de kwantiteitstheorie geactualiseerd en nieuw leven ingeblazen door de monetaristen, maar in de jaren 80 kwam ze opnieuw in de problemen: dat decennium kende de grootste groei van de dollarvoorraad sinds WO II, tegelijk met een spectaculaire daling van de Amerikaanse inflatie, terwijl de kwantiteitstheorie het tegenovergestelde had voorspeld.
Terwijl de hoofdstroom-economen het erover eens zijn dat de kwantiteitstheorie op de lange termijn hout snijdt, bestaat er onenigheid over de toepasbaarheid ervan op de korte termijn. Critici van de theorie stellen dat omloopsnelheid niet stabiel is en dat op de korte termijn prijzen niet flexibel zijn, zodat om deze reden de directe relatie tussen de geldhoeveelheid en prijsniveau niet opgaat op de korte termijn.
Alternatieve theorieën zijn onder andere de real bills doctrine en meer recent de fiscale theorie van het prijspeil.

## Voetnoten
1. ↑  (en) Wim Decock (2018). Martin de Azpilcueta In: R. Domingo en J. Martínez-Torrón (ed.).    Great Christian Jurists in Spanish History. Cambridge University Press, Cambridge, p. 116-132.
2. 1 2  Mark Blaug, Economic theory in retrospect, Cambridge University Press, 1985, p. 18.
3. ↑  Anwar Shaikh, Capitalism, Oxford University Press, 2016, p. 196.
4. ↑  Hyman Minsky, John Maynard Keynes, McGraw-Hill Professional, 2008, p. 2.
5. ↑  An Open Letter to President Roosevelt , december 1933. Gearchiveerd op 3 augustus 2023.
6. ↑  Benjamin H. Friedman, Lessons on monetary policy from the 1980s, NBER Working Paper 2551, 1988.